# Monteleone d'Orvieto
Monteleone d'Orvieto är en ort och kommun i provinsen Terni i regionen Umbrien i Italien. Kommunen hade 1 434 invånare (2018).